# Tidefluss
Ein Tidefluss ist ein Flussabschnitt, der unter dem Einfluss der Tide wechselnden Wasserstand (Ebbe und Flut) hat. In den Mündungstrichtern der Tideflüsse kann der Tidenhub durch Staueffekte erheblich größer sein als im offenen Meer. Im untersten Abschnitt der Tideflüsse befindet sich Brackwasser, flussaufwärts kann auch Süßwasser vorherrschen.
Zur Nordsee offene Tideflüsse sind zum Beispiel
- die Elbe
  - die Stör
  - die Oste
- die Weser
  - die Hunte mit Huntesperrwerk
  - die Lesum mit Lesumsperrwerk
  - die Ochtum mit Ochtumsperrwerk
- die Ems mit Sperrwerk
- die Eider mit Eiderdamm und Eidersperrwerk

Entsprechend der Verschiebung großer Mengen Wassers mit dem Tidenhub im Fluss kehrt sich die Fließrichtung des Flusses in Mündungsnähe um – eher nur für weniger als die Hälfte des 12h25-Gezeitenperiode, weil ja mit dem beständigen Zufluss überlagert und flussaufwärts abklingend, wenn auch bereichsweise Resonanzphänomene auftreten können.
Tideflüsse sind grundsätzlich durch Sturmfluten gefährdet. Daher sind oft Hochwasserschutzmaßnahmen wie Deiche und Sperrwerke erforderlich.
Biologisch unterscheiden sich Tideflüsse von anderen Flüssen insbesondere durch die Brackwasserzone und durch Süßwasserwatten. Vgl. auch Ästuar.
Das Gegenteil eines Tideflusses wird bisweilen als Binnenfluss bezeichnet.